# Stoopid
Stoopid è un singolo dei rapper statunitensi 6ix9ine e Bobby Shmurda, pubblicato il 5 ottobre 2018 come quarto estratto dell'album Dummy Boy.

## Tracce
1. Stoopid (feat. Bobby Shmurda) – 2:31